# Maccauvlei Golf Club
De Maccauvlei Golf Club is een golfclub in Vereeniging, Zuid-Afrika. De club werd opgericht in 1926 en heeft een 18-holes golfbaan met een par van 72.

## De baan
In 1926 werd de golfbaan ontworpen door de golfbaanarchitect George Peck en S.V.Hotchkin, die toen ook de golfbanen van de Humewood Golf Club en de Port Elizabeth Golf Club heeft ontworpen, maakte het werk van Peck volledig af, in 1929.
Recent zorgde Peter Matkovich om de golfbaan te vernieuwen en beplantte de fairways met kikuyugras, een tropische grassoort, en de greens met struisgras.
Voor het golfkampioenschap is de golfbaan 6820 m lang en de par is 72.

## Golftoernooien
- Zuid-Afrikaans Open: 1927, 1938 & 1939